# Need for Speed: No Limits
Need for Speed: No Limits  è un videogioco di corse free-to-play solo per dispositivi mobile (IOS e Android), sviluppato da Firemonkeys e pubblicato da Electronic Arts il 30 settembre 2015.
È il ventunesimo capitolo della saga di Need for Speed e il secondo free-to-play dopo Need for Speed: World (2010).

## Modalità di gioco
Need for Speed: No Limits è basato principalmente sullo street-racing ed è ambientato nell'immaginaria cittadina di Blackridge, dove poliziotti e piloti sono in continua rivalità per il dominio sulle strade. I giocatori hanno 3 opzioni per gareggiare:
- "Campagna": la campagna presenta diverse sfide che consistono nel competere contro i membri delle diverse gang locali al fine di ottenere premi esclusivi come ricambi e progetti auto; ogni membro ha un capitolo a sé, e tutti sono costituiti da una serie di eventi da superare prima di arrivare allo scontro col "boss". Tra le principali, e più ricorrenti, vi sono: "ora di punta"(dove gareggerete contro la IA), "prova a tempo", "cacciatore"(dove dovrete recuperare sul vostro avversario prima che arrivi al traguardo), "in volo"(dove dovrete restare in aria il più a lungo possibile andando sulle rampe) e "nitro rush"(gara dove per vincere bisogna fare il pieno di nitro andando sulle barre apposite situate lungo tutto il percorso); queste possono essere ripetute 3 volte. Poi vi sono quelle che, una volta ultimate, non saranno più rigiocabili come "fuga" o "consegna" (visto che spesso danno progetti auto per macchine di alto livello);

- "Serie di Auto": serie di auto è il luogo perfetto per testare al meglio le prestazioni del vostro veicolo. Ogni auto solitamente ha una propria serie (ci sono anche serie a cui sono ammesse più auto) e ognuna vi propone diverse sfide che potranno essere compiute solo una volta, ma che daranno premi molto sostanziosi ai giocatori. Ogni serie è divisa in capitoli (solitamente 5 o 6) che al loro completamento vi forniranno progetti, ricambi rari o più comunemente oro. Per completare un capitolo dovrete potenziare il vostro veicolo fino al valore richiesto, altrimenti non potrete più avanzare;

- "Underground Rivals": negli Underground Rivals potrete confrontarvi con i giocatori di tutto il mondo e vincere premi come progetti, casse aggiornamenti (dove potrete trovare di tutto) e denaro. Underground Rivals è costituito da diversi capitoli che a loro vota sono divisi in 3 categorie, e ognuna richiede diverse auto per poter gareggiare (basta averne 1 delle 3); le categorie sono: "pilota", "speedster" e "breackneck" e sono di difficoltà crescente. Quando vincerete le gare vi verranno dati dei distintivi che, sommati, consentono l'accesso alla fascia successiva (_, E, D, C, B, A, S). Raggiungendo la fascia S in tutte le categorie riceverete progetti per auto leggendarie e la targa del capitolo.

Oltre alle zone per gareggiare Need for Speed: No Limits comprende anche altre aree:
- Officina: qui potrete acquistare pezzi e progetti;

- Prove Tuning: dove affronterete una serie di prove per vincere nuovi ricambi;

- Garage: dove potrete migliorare, aggiornare e ammirare le vostre auto;

- Mercato Nero: qui potrete acquistare ricambi e progetti;
- Porto Commerciale: il porto commerciale vi propone le "casse aggiornamenti"  e le "casse premium" dove potrete trovare di tutto; ogni 10 minuti riceverete una cassa aggiornamenti gratis (solo 5 volte al giorno) mentre ogni 2 giorni riceverete la premium, ma ciò non toglie che potrete acquistarle con il denaro e con l'oro quando desiderate;
- Modshop: qui potrete personalizzare la vostra vettura in tutto e per tutto, applicando verniciature e wrap, spoiler e cerchioni,...;
- Showroom: qui vi verranno mostrate tutte le auto del gioco e quanti progetti possedete di ognuna di esse.

Con i vari aggiornamenti del gioco compariranno degli eventi speciali dove potrete vincere progetti e addirittura auto intere (spesso con wrap esclusivi!).

## Vetture
Need for Speed: No Limits presenta una vasta gamma di vetture:
- Toyota AE86 Trueno
- Ford Fiesta ST
- Nissan Fairlady 240ZG
- Toyota GT86
- Subaru BRZ
- Volkswagen Golf GTI
- Ford Mustang Boss
- BMW M3 Coupé (1999)
- Honda S2000
- Nissan 370Z
- Dodge Charger R/T
- Nissan 180 Type X
- Mazda RX-7 FD
- Subaru Impreza WRX STI
- Nissan Silvia Spec R
- Mitsubishi Lancer Evolution VI
- BMW M2 Coupé
- Honda Civic Type R
- Honda NSX (1991)
- Porsche 911 Carrera (993)
- Toyota Supra
- Dodge Challenger SRT8
- Nissan Skyline GT-R BNR32
- Mitsubishi Lancer Evolution X
- Dodge Challenger SRT8 (Snoop)
- Nissan Skyline GT-R BNR34
- Ford Mustang GT
- Ford Mustang GT (Razor)
- Ford Falcon XB Coupé
- Ford Model 18
- Ferrari F355 Berlinetta
- BMW M3 GTR
- Ford Mustang (Hoonicorn)
- Chevrolet Camaro Z/28
- Porsche 911 Carrera (991)
- Ford Shelby GT500 (Snoop)
- Ford Shelby GT500
- Ford Shelby GT500 (2020)
- Ford Fiesta ST (Ken Block)
- Dodge Charger SRT Hellcat
- Mercedes-Benz SLK 55 AMG
- Dodge Challenger SRT Demon
- Alfa Romeo Giulia Quadrifoglio
- BMW M4
- Porsche 718 Cayman GT4
- Lamborghini Diablo SV
- Jaguar XKR-S GT
- Beck Kustoms F132
- Hot Wheels Time Attaxi
- Hot Wheels Gazella GT
- BMW M4 (Razor)
- Ferrari F40
- Jaguar F-Type
- Chevrolet corvette Z06 (C7)
- Mercedes-Amg C 63 S Coupé
- Mercedes-Amg GT (Capodanno Lunare)
- Mercedes-Amg GT
- Nissan GT-R R35
- Ford GT (2006)
- BMW 3.0 CSL Hommage R
- Jaguar XE SV Project 8
- Mazda MX-5 (Speedhunters)
- Renault Sport R.S. 01
- Lotus Exige Cup 380
- Ferrari F50
- SRT Viper GTS
- Bentley Continental GT
- Porsche 911 GT3 RS (911)
- BMW M5
- Porsche Carrera GT
- Nissan Fairlady 240ZG (Neon Future)
- Ferrari 458 Italia
- Polestar 1 (NFS Heat)
- Honda NSX
- Jaguar XJ220
- Lamborghini Murciélago SV
- Aston martin DB11 AMR
- Ferrari Enzo
- Lamborghini Huracàn
- Pagani Zonda Cinque
- McLaren 650S
- McLaren F1 LM
- Ford GT (2017)
- McLaren 600LT
- Pagani Huayra
- JaguarC-X75
- Lamborghini Aventador
- Ferrari 812 Superfast
- McLaren 720S
- Aston Martin Vulcan
- Ferrari 488 Pista
- Porsche 918 Spyder
- Porsche 911 GT2 RS (911)
- Lamborghini Veneno
- Lamborghini Huracàn Evo
- McLaren Senna
- Pagani Huayra BC
- Lamborghini Aventador SV
- Aston Martin One-77
- Lamborghini Centenario
- Koenigsegg CCX
- Ferrari LaFerrari
- McLaren P1
- McLaren P1 GTR
- Ferrari FXX-K Evo
- Bugatti Chiron
- Bugatti la Voiture Noire
- Koenigsegg One:1
- Koenigsegg Regera
- Hennessey Venom GT
- Koenigsegg Agera RS